# Наччадува (підрозділ окружного секретаріату)
Підрозділ окружного секретаріату Наччадува — підрозділ окружного секретаріату округу Анурадхапура, Північно-Центральна провінція, Шрі-Ланка. Складається з 19 Грама Ніладхарі.